# 中美钟铃花
中美钟铃花（学名：Codonanthe crassifoloa），又名玉唇花，为苦苣苔科玉唇花属下的一个种。它有红褐色的蔓性茎，上面有白色细毛。中美钟铃花的卵形叶长2至4厘米、宽1至2厘米，為短柄。該物種適合生長在溫暖半陰環境下。